# 國會大廈 (新德里)

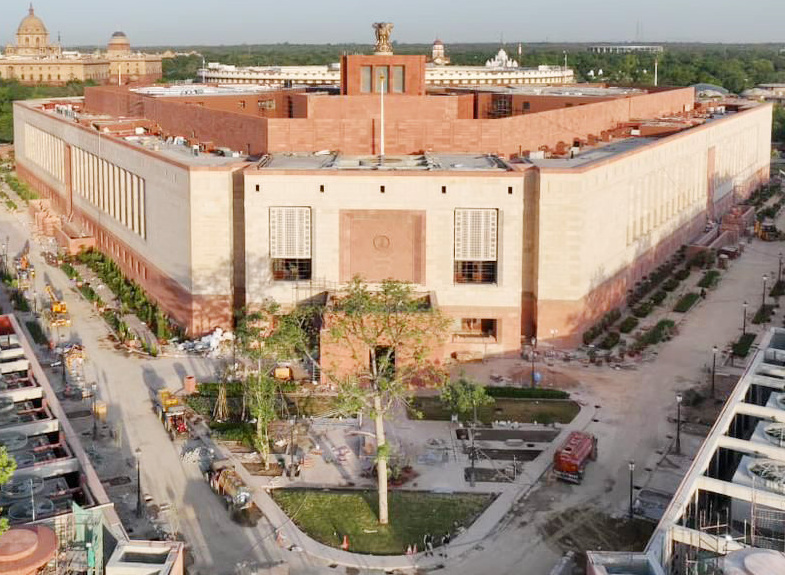
新國會大廈。後方圓形建築是舊國會大廈。

國會大廈（英語：Parliament House）是印度議會的辦公地點，位於新德里的拉菲大街。印度的新國會大廈開幕於2003年5月28日，並於2023年9月19日首次用於辦公。